# Iota del Rellotge
Iota del Rellotge (ι Horologii) és un estel de magnitud aparent +5,40 a la constel·lació del Rellotge visualment situada al sud-oest de la variable R Horologii. En estar en una constel·lació menor de l'hemisferi sud no té nom tradicional. Al 1999 es va anunciar el descobriment d'un planeta extrasolar al voltant de Iota Horologii.

## Característiques físiques
Iota Horologii s'hi troba a 50,6 anys llum del sistema solar, i és χ Eridani, a 7,3 anys llum, el sistema estel·lar conegut més proper a ella. És una nana groga de tipus espectral F9V o G0V similar al Sol quant a massa i radi, encara que la seva lluminositat és un 80% major que la solar. La seva temperatura superficial, 6110 K, és 330 K més alta que la del Sol.
La velocitat de rotació de Iota Horologii és igual o superior a 6,2 km/s, tres vegades més elevada que la del Sol. Mostra major activitat cromosfèrica que el nostre estel i té una edat aproximada de 625 milions d'anys, molt menor que els 4.600 milions d'anys del Sol. El seu moviment a través de l'espai coincideix amb el del cúmul de les Híades, d'on sembla que va ser expulsada i del que actualment està separada 130 anys llum; el seu alt contingut en heli i metalls, així com la seva edat, recolzen aquesta relació. L'estel pertany al corrent de Híades.

## Composició química
Com la major part dels estels amb planetes, Iota Horologii presenta una elevada metal·licitat, aproximadament un 50% major que la solar ([Fe/H] = +0,19). Altres elements com níquel i silici són també sobreabundosos en relació amb el Sol. Amb la finalitat d'estudiar la composició d'hipotètics planetes terrestres, s'han avaluat les relacions C/O i Mg/Si en Iota Horologii. La relació C/O —igual a 0,66— implica que, com a la Terra, el silici sòlid fonamentalment s'hi trobaria formant quars i silicats. No obstant això, la relació Mg/Si —que controla la composició exacta dels silicats de magnesi— és 0,79, la qual cosa comporta que, d'existir planetes terrestres, aquests puguen ser del tipus «Terres riques en silici».
D'altra banda, el seu contingut de beril·li és comparable al solar, però el de liti (logє[Li] = 2,66), és notablement més alt que en el nostre estel.

## Sistema planetari
El planeta, denominat Iota Horologii b, s'hi mou en una òrbita excèntrica a una distància de 0,93 ua de l'estel, similar a la qual separa la Terra del Sol. No obstant això, el planeta és molt diferent del nostre, ja que amb una massa almenys el doble de la de Júpiter probablement és un gegant gasós. El seu període orbital és de 320 dies. La distància a la qual s'hi troba del seu estel permet l'existència d'aigua líquida; els possibles satèl·lits d'aquest món poden ser majors que els de Júpiter i químicament similars als nostres planetes terrestres.
| Company (En ordre des de l'estrella) | Massa (MJ)    | Període Orbital (dies) | Eix semimajor (AU) | Excentricitat |
| ------------------------------------ | ------------- | ---------------------- | ------------------ | ------------- |
| Iota Horologii b                     | > 2,26 ± 0,18 | 320,1 ± 2,1            | 0,925 ± 0,104      | 0,161 ± 0,069 |

Al 2000 es va anunciar l'existència d'un disc de pols al voltant de l'estel, però va resultar ser un artifici instrumental.